# Cien clavos
Cien clavos  (Centochiodi) es una película de Italia, dirigida por Ermanno Olmi en 2007, y protagonizada por Raz Degan, Luna Bendandi, Amina Syed, Michele Zattara, Damiano Scaini, Franco Andreani, Andrea Lanfredi, Carlo Faroni.
El italiano Ermanno Olmi escribe y dirige "Cien clavos (Centochiodi)", un drama que reflexiona sobre la religión, la convivencia y las emociones del ser humano. El realizador de La leyenda del santo bebedor y El secreto del bosque viejo sitúa la acción en un tranquilo pueblo a orillas del río Po, un entorno paradisíaco para un profesor universitario que verá cómo su vida cambia de la noche a la mañana. La cinta fue una de las protagonistas de los David de Donatello 2007, consiguiendo el Premio de la Crítica y otras seis nominaciones, entre ellas mejor película, mejor director y mejor guion.
Encabeza el reparto un sorprendente Raz Degan. El actor israelí está acostumbrado a participar en producciones históricas como Titus o Alejandro Magno y ahora nos sorprende con una historia intimista, casi filosófica. A su lado, una larga lista de intérpretes no profesionales que hacen su primera incursión en la gran pantalla. Atención a la fotografía y a la música de la película.

## Sinopsis
Un joven y eminente profesor de filosofía, decide abandonar su puesto en la Universidad de Bolonia para marcharse a vivir a un viejo edificio, situado en un tranquilo pueblecito a orillas del río Po. A pesar de ser un entorno muy diferente a su mundo de libros e investigaciones, pronto establece amistad con los habitantes del lugar, muy preocupados por la futura construcción de un enorme puerto fluvial. La amistad, el amor y el respeto se mezclarán inevitablemente en la nueva vida del profesor.